# Mya Diamond
Mya Diamond (nascuda l'11 d'abril de 1981) és una actriu porno i model eròtica hongaresa. L'any 2006 va guanyar el Premi Ninfa a la millor actriu.

## Biografia
Nascuda a Marcali, Hongria, té dos germans petits, una germana i un germà, amb la seva germana es porta 17 anys. Va créixer a Marcali, que és una petita ciutat a prop del llac Balaton. Va passar molt de temps amb els seus avis. Ella diu: "Es quedaran sempre al meu cor". El més important a la vida de Mya Diamond sempre ha estat i segueix sent la seva família.
A l'escola, s'interessava sobretot pels idiomes. Li encantava l'anglès i l'alemany, així que va fer l'examen intermedi quan tenia 14 anys. Mya finalment va guanyar el primer lloc en un concurs d'alemany a Hongria. Quan va acabar el batxillerat, va començar a estudiar a la Universitat i al mateix temps treballava en un hotel. Com a feina a temps parcial, va fer algun model de moda. Uns mesos més tard, se li va oferir treballar com a model en el negoci pornogràfic de la indústria del sexe. És famosa per les seves escenes de fetitxisme del peu.

## Filmografia
Filmografia parcial.
- Men Only's Room Service (Viv Thomas)
- Harder They Cum 2 (Hustler Video)
- First Class Euro Sluts 2 (Red Light District)
- Sluts from Abroad (Velocity X)
- Salad Eating Sluts (Colossal Entertainment)
- Pleasures of the Flesh 10 (New Sensations)
- Black Label 36: Private Chateau 1 (Private)
- Anal Empire 1 (21 Sextury)
- Double Delight 3 (Pleasure Productions)
- Private Gold 81: Porn Wars 1 (Private)
- Dirty Wicked Bitches 1 (Swank)
- I Was a Fetish Whore 1 (No Limits Productions)
- Fuck That Bitch (Paradise Film)
- Dirty Sex in the City (Daring)
- Make Me Cum Please 1 (Digital Sin)

## Premis i nominacions
| Any  | Premi        | Resultat   | Categoria                                         | Pel·lícula   |
| ---- | ------------ | ---------- | ------------------------------------------------- | ------------ |
| 2005 | Premis FICEB | Nominada   | Premi Ninfa: Millor actriu                        | Sex Angels   |
| 2006 | Premis FICEB | Guanyadora | Premi Ninfa: Millor actriu                        | Sex Angels 2 |
| 2007 | Premis AVN   | Nominada   | Artista femenina estrangera de l'any              | —            |
| 2007 | Premis AVN   | Nominada   | Millor escena de sexe en grup – Pel·lícula        | Emperor      |
| 2007 | Premis AVN   | Nominada   | Millor escena de sexe en una producció estrangera | Sex Angels 2 |